# Juan Cáceres
Juan Miguel Cáceres Palomares (ur. 27 grudnia 1949 w Chancay) – piłkarz peruwiański grający podczas kariery na pozycji bramkarza.

## Kariera klubowa
Juan Cáceres karierę piłkarską rozpoczął w 1974 roku w klubie Unión Huaral. W 1975 przeszedł do Universitario Lima. W 1978 był zawodnikiem Alianzy Lima, z którą zdobył mistrzostwo Peru. Potem występował m.in. Melgarze Arequipa, AD Tarma czy Colegio Nacional. Karierę zakończył w klubie La Joya w 1986.

## Kariera reprezentacyjna
W 1978 Cáceres uczestniczył w Mistrzostwach Świata. Na turnieju w Argentynie Peru odpadło w drugiej fazie grupowej, a Cáceres był rezerwowym i nie wystąpił w żadnym meczu. W reprezentacji Peru Cáceres rozegrał jeden mecz.